# 新潟県道207号大栗田村上線
新潟県道207号大栗田村上線（にいがたけんどう207ごう おおくりだむらかみせん）は、新潟県村上市内を通る一般県道である。

## 概要

### 路線データ
- 起点：新潟県村上市大栗田字栃木沢
- 終点：新潟県村上市仲間町字坂下（国道7号交点）

## 地理

### 通過する自治体
- 新潟県村上市

### 接続する道路
- 村上市道（起点：村上市大栗田字栃木沢）
- 新潟県道273号大栗田越後下関停車場線（村上市大栗田字高坂）
- 新潟県道397号上山田山辺里線（村上市日下）
- 国道7号（終点：仲間町交差点）

### 周辺
- 日本海東北自動車道 村上山辺里IC
- 村上市立山辺里小学校
- 新潟ジャムコ（ジャムコ子会社、旅客機用化粧室・旅客機用厨房設備の生産）
- ブルボン 村上工場
- 村上プラザ
  - イオン 村上東店
- ひらせいホームセンター 村上店
- ホームセンタームサシ 村上店
- ウオロク 村上店
- ケーズデンキ 村上店
- 真電 村上店
- 洋服の青山 村上店
- 門前川
- 村上城跡